# Lorenz Korn
Lorenz Korn (* 1966) ist ein deutscher Kunsthistoriker.

## Leben
Nach dem Studium (1987–1994) der Islamwissenschaft, Kunstgeschichte und Politikwissenschaft (M. A.) an der Universität Tübingen, Islamic Art and Archaeology (M. St.) an der Universität Oxford war er von 1999 bis 2000 Aga Khan Postdoctoral Fellow, Islamic Art History, Harvard University. Nach der Promotion 1999 in Tübingen war er von 2002 bis 2003 wissenschaftlicher Mitarbeiter im DFG-Forschungsprojekt Transformationsprozesse in Oasensiedlungen in Oman, Universität Tübingen. Seit 2003 ist er Professor für Islamische Kunstgeschichte und Archäologie an der Otto-Friedrich-Universität Bamberg.
Seine Forschungsschwerpunkte sind islamische Architektur in Ägypten und Syrien (12.–16. Jh.), islamische Architektur im Iran und in Zentralasien (10.–16. Jh.), islamische Metallarbeiten aus dem iranischen Raum, religiöse Symbolik des Islam und arabische Epigraphik.

## Schriften (Auswahl)
- Sylloge Numorum Arabicorum Tübingen, Bd. IV c Bilad ash-Sham III: Die Münzstätte Hamah. Tübingen 1998.
- Ayyubidische Architektur in Ägypten und Syrien. Bautätigkeit im Kontext von Politik und Gesellschaft 564-658/1169-1260. Heidelberg 2004.
- Geschichte der Islamischen Kunst. München 2008.
- Die Moschee. Architektur und religiöses Leben. München 2012.